# Business Plot

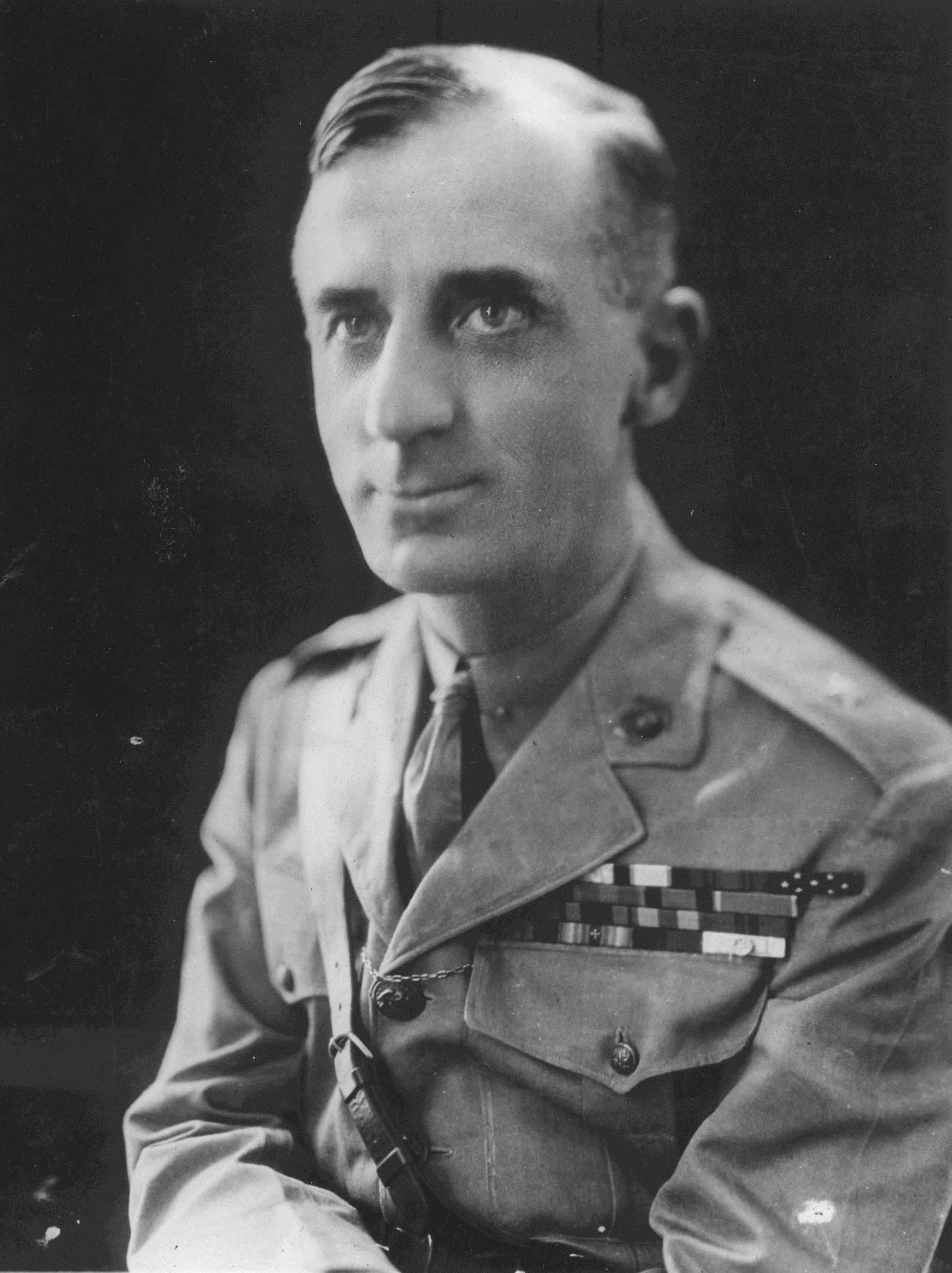
Le brigadier général Smedley Butler en 1927.

Le Business Plot (aussi appelé le Wall Street Putsch et The White House Putsch) est un présumé complot politique en 1933, aux États-Unis, afin de renverser le gouvernement du président Franklin D. Roosevelt et d'installer le général Smedley Butler en tant que dictateur,. Butler refusa ce rôle et le dénonça.

## Histoire
Le général de division à la retraite du Corps des Marines, Smedley Butler, a affirmé que de riches hommes d'affaires complotaient pour créer une organisation d'anciens combattants fasciste avec Butler comme chef et l'utiliser dans un coup d'état pour renverser Roosevelt. En 1934, Butler témoigne sous serment devant la Chambre des représentants au House Un-American Activities Committee (le « Comité McCormack–Dickstein ») sur ces révélations. Bien que personne n'ait été poursuivi, le rapport final du comité du Congrès indique qu'« il ne fait aucun doute que ces tentatives ont été discutées, planifiées et auraient pu être mises à exécution quand et si les bailleurs de fonds l'avaient jugé opportun ».
Pendant que le comité recueillait des témoignages, la plupart des grands médias rejetaient la théorie d'un complot, un éditorial du New York Times le qualifiant même de « canular gigantesque ». Lorsque le rapport final du comité fut publié, le Times déclara que le comité « avait prétendu rapporter qu'une enquête de deux mois l'avait convaincu que l'histoire du général Butler d'une marche fasciste sur Washington était d'une vérité alarmante » et « ... a également allégué que des preuves définitives avaient été trouvées que la marche fasciste très médiatisée sur Washington, qui devait être dirigée par le général de division Smedley D. Butler, retraité, selon un témoignage lors d'une audience, était en fait envisagée ». Les individus impliqués ont tous nié l'existence d'un complot.
Alors que les historiens se sont demandé si un coup d'État était ou non sur le point d'être exécuté, la plupart s'accordent à dire qu'une sorte de « plan sauvage » a été envisagé et discuté,,.